# Clarkston Heights-Vineland
Clarkston Heights-Vineland es un lugar designado por el censo ubicado en el condado de Asotin en el estado estadounidense de Washington. En el año 2000 tenía una población de 6.117 habitantes y una densidad poblacional de 396,7 personas por km².

## Geografía
Clarkston Heights-Vineland se encuentra ubicado en las coordenadas 46°23′0″N 117°4′52″O / 46.38333, -117.08111.

## Demografía
Según la Oficina del Censo en 2000 los ingresos medios por hogar en la localidad eran de $48.306, y los ingresos medios por familia eran $54.223. Los hombres tenían unos ingresos medios de $40.698 frente a los $26.359 para las mujeres. La renta per cápita para la localidad era de $22.540. Alrededor del 6,4% de la población estaban por debajo del umbral de pobreza.